# Новиков, Анатолий Иванович (писатель)
Анатолий Иванович Но́виков (31 октября 1943, Норильск, Красноярский край — 23 июня 2018, Екатеринбург) — российский писатель.

## Биография
Родился в 1943 году в Норильске, где его отец отбывал срок по 58-й статье УК РСФСР. Вырос на юге — в предгорьях Тянь-Шаня, куда переехал жить его отец.
Окончил Вологодский техникум железнодорожного транспорта и факультет журналистики Уральского госуниверситета.
Издал восемь книг прозы и очерков, две из них: «Календарные дни» и «Пейзаж с фиалками» — в Москве. Рассказ из первой книги Анатолия «Избирательность по соседнему каналу» был экранизирован на «Мосфильме».
Член Союза писателей.
Умер 23 июня 2018 в Екатеринбурге. Похоронен на Лесном кладбище Екатеринбурга.

## Премии
- Премия им. В. Н. Татищева и Г. В. де Геннина (2000)
- Премия им. П. П. Бажова (2004)
- Премия губернатора Свердловской области (2008)